# موزه قلعه یاتری

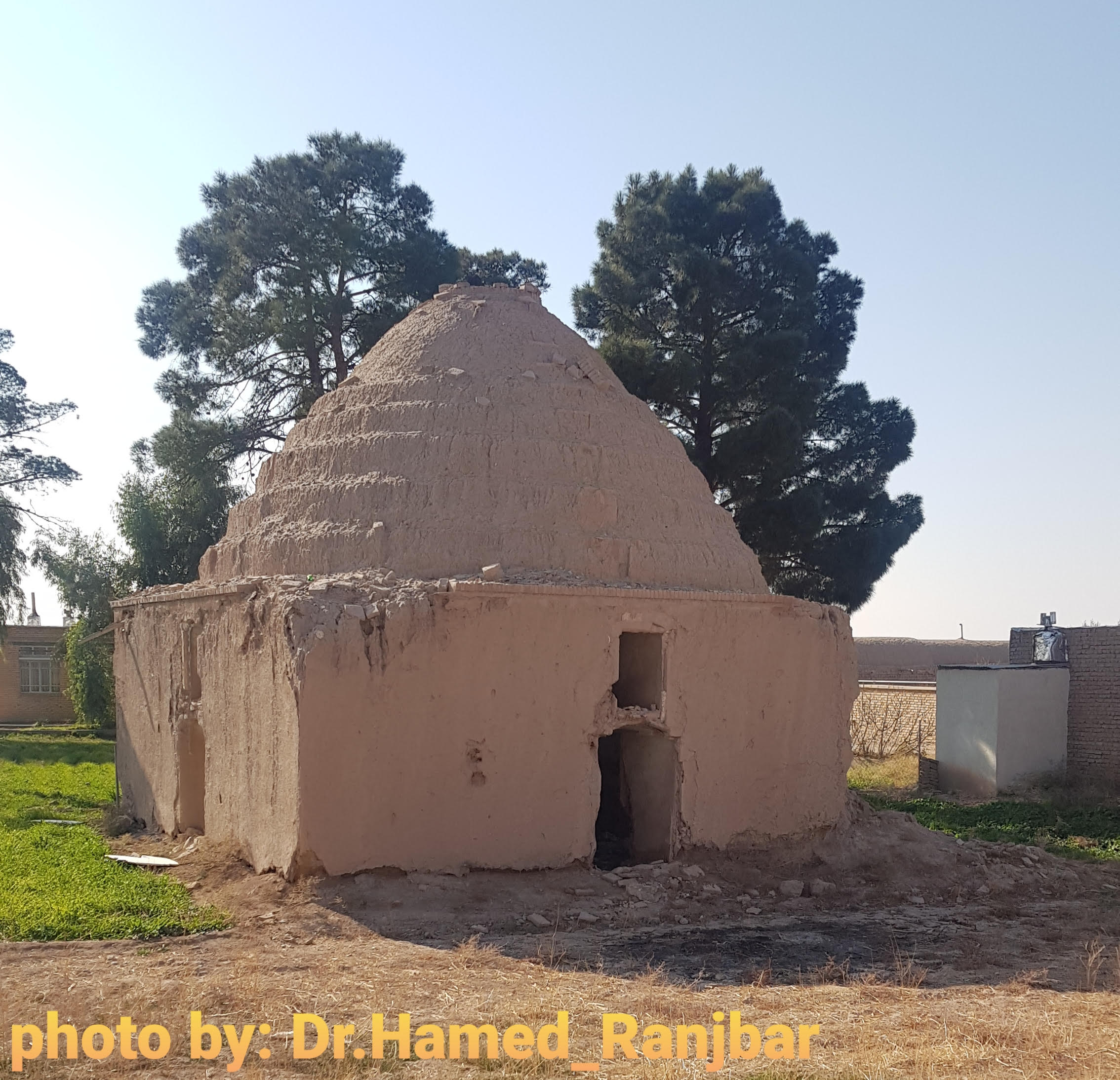
نمایی از موزه قلعه یاتری

موزه قلعه یاتری علیا در دهستان یاتری شهرستان گرمسار  مربوط به دوره قاجار است و در شهرستان آرادان، بخش مرکزی، دهستان یاتری، روستای یاتری علیا و در مرکز این روستا واقع شده و این اثر در تاریخ ۲۲ آبان ۱۳۸۶ با شمارهٔ ثبت ۲۰۱۵۸ به‌عنوان یکی از آثار ملی ایران به ثبت رسیده است. بنای این موزه که در محوطه دبستان روستا قرار دارد و در دوره پهلوی اول به موزه تبدیل شده است. ساختمان موزه همانند آب انبار های قدیمی و به صورت پلکانی احداث شده است.